# GP2-Lauf in Barcelona 2013
Der GP2-Lauf in Barcelona 2013 war der dritte Lauf der GP2-Serie 2013 und fand vom 10. bis 12. Mai auf dem Circuit de Catalunya in Montmeló statt.

## Berichte

### Hintergrund
Nach dem Lauf in as-Sachir führte Stefano Coletti die Fahrerwertung mit zehn Punkten vor Fabio Leimer und 16 Punkten vor Felipe Nasr an. Rapax führte in der Teamwertung mit zwei Punkten vor Carlin und acht Punkten vor Racing Engineering.
Jon Lancaster übernahm das Cockpit von Pål Varhaug bei Hilmer Motorsport.
Mit Fabio Leimer (zweimal) trat ein ehemaliger Sieger dieses Rennens an.

### Training
Im freien Training fuhr Nasr die Bestzeit vor James Calado und Johnny Cecotto jr.

### Qualifying
Kurz vor Beginn des Qualifyings hingen dunkle Wolken über der Strecke. Alle Fahrer reihten sich am Boxenausgang ein, lange bevor die Session begann. Als die Ampel auf grün umsprang setzten alle Fahrer eine Zeit. Marcus Ericsson fuhr vorerst die schnellste Runde.
Diese schien schon fast für die Pole-Position zu reichen, bis kurz vor Schluss Teamkollege Stéphane Richelmi die Zeit unterbot. Ericsson war jedoch ebenfalls auf seiner schnellen Runde und unterbot seinen Teamkollegen erneut. Somit sicherte sich Ericsson die Pole-Position vor Richelmi und Nasr.

### Hauptrennen
Ericsson startete gut, während Richelmi eine Position an Coletti verlor. Noch in der ersten Runde büßte er eine weitere Position an Nasr ein. Leimer hatte beim Start eine Kollision mit Calado und Sam Bird und musste am Ende der ersten Runde bereits in die Box um seinen Frontflügel zu wechseln. Calado kam ebenfalls an die Box und gab das Rennen dort auf.
In Runde fünf kam es zu einem Unfall. Sergio Canamasas und Tom Dillmann kämpften um eine Position, wodurch Nathanaël Berthon aufschloss. Beim Anbremsen in die Kurve 10 bremste Berthon später als die beiden Vorausfahrenden und fuhr beiden Fahrern ins Heck. Dabei wurde Berthons Bolide durch die Hinterreifen der anderen beiden nach vorne geschleudert. Berthon beendete das Rennen im Kiesbett und Canamasas mit abgerissenem Heckflügel in der Boxengasse. Dillmanns Fahrzeug erlitt keine Schäden, er führte das Rennen fort. Berthon bekam für das Verursachen dieses Unfalls eine Rückversetzung um zehn Positionen im Sprintrennen.
Als das Boxenstoppfenster öffnete, kamen Robin Frijns, Jolyon Palmer und Alexander Rossi direkt herein. Ihre direkten Konkurrenten, Ericsson und Bird, blieben zunächst draußen. Als auch sie ihren Boxenstopp absolviert hatten, fielen sie hinter das Trio zurück. Kevin Ceccon, Cecotto und Dillmann blieben noch länger draußen und führten das Rennen an.
Ceccons Rundenzeiten wurden kontinuierlich langsamen, sodass er als erster des Trios hereinkam. In Runde elf kam es zu einer Kollision: In der letzten Schikane fuhren mehrere Fahrzeuge nebeneinander. Ericsson hatte sich zwischen Palmer und Bird positioniert. Als die Lücke immer kleiner wurde kam es zu einer Berührung zwischen Bird und Ericsson, wobei die Aufhängung von Ericssons Dallara einen Schaden davontrug und er das Rennen beenden musste.
Währenddessen führte Cecotto vor Dillmann und Mitch Evans. Frijns auf Position vier war der erste Fahrer, der seinen Boxenstopp bereits absolviert hatte und fuhr 20 Sekunden hinter Cecotto.
Als Dillmann zum Stopp kam, wechselte er erneut auf die harte Reifenmischung. Er fuhr damit schnelle Rundenzeiten und schloss auf Richelmi auf. Dieser zwang Dillmann jedoch in einen Dreher, wofür er später bestraft wurde. Dillmann fuhr anschließend weiterhin schnelle Runden und war in der Lage mehrere Positionen gut zu machen.
Nasr war ebenfalls schnell unterwegs und überholte zunächst Coletti und anschließend Palmer. Palmer war im Begriff noch eine Position an Bird zu verlieren, welche er verteidigte. Dabei kam es zu einer Berührung zwischen den beiden, wobei Bird sich drehte und das Rennen beenden musste. Dillmann überholte indes Coletti und in der folgenden Runde Lancaster. Als er kurz darauf auch ein Überholmanöver gegen Palmer ansetzte, kam er zu weit von der Strecke ab und musste seine gewonnenen Positionen wieder abgeben.
Frijns gewann das Rennen vor Nasr Palmer und Dillmann. Da Palmer im Anschluss an das Rennen wegen Abdrängens von Bird mit einer 20-Sekunden-Strafe belangt wurde, übernahm Lancaster den dritten Platz, während Palmer als Zehnter gewertet wurde.

### Sprintrennen
Beim Start würgte Dillmann den Motor ab und blieb stehen – allen Fahrern dahinter gelang es ihm auszuweichen. Coletti und Frijns starteten beide gut und befanden sich nach der ersten Kurve auf Position zwei und drei. Coletti setzte Cecotto sofort unter Druck und überholte ihn ausgangs der Kurve 3. Dahinter kämpften Frijns und Nasr um die dritte Position. In Kurve 9 rutschte Cecotto kurzzeitig und musste hinter die Streckenbegrenzung fahren. Frijns und Nasr nutzen diese Chance und überholten ihn.
Nach der ersten Runde führte somit Coletti vor Frijns, Nasr, Cecotto, Palmer und Rossi.
In den darauffolgenden Runden kam es zu keinen Positionswechseln an der Spritze des Feldes und die Abstände zwischen den Fahrern nahmen zu. Dillmann wechselte zur Rennhalbzeit die Reifen, da seine abbauten. Infolgedessen fuhr er die schnellste Runde des Rennens, welche aber nicht mit den zwei Extrapunkten für die schnellste Runde belohnt wurde, da er das Rennen nicht unter den besten Zehn beendete.
In der vorletzten Runde kam es zu einer Kollision, die das Mittelfeld veränderte: Während Cecotto zuvor langsame Rundenzeiten fuhr und sich hinter ihm viele Fahrer aufgestaut hatten, hatte Canamasas mehrere Piloten überholt, bis er schließlich hinter Cecotto lag. Rossi verlor währenddessen Positionen an Daniel Abt und Rio Haryanto. Canamasas machte einen Überholversuch gegen Cecotto, indem er in Kurve 12 eine engere Linie wählte und am Kurvenausgang neben Cecotto fuhr. Auf der anschließenden kurzen Geraden zog Cecotto weiter nach rechts und verursachte eine Berührung. Beide Fahrer verloren dabei an Schwung, was es Abt und Haryanto ermöglichte, ihrerseits Überholversuche zu wagen. Haryanto bremste dabei in Kurve 14 später als Canamasas und fuhr ihm ins Heck, wobei Canamasas den Heck- und Haryanto den Frontflügel verlor. Um eine Kollision zu entgehen, bremste Abt stark ab um an den Boliden von Haryanto und Canamasas vorbeizukommen. Die Fahrer dahinter nutzen die Auslauffläche um der Unfallstelle zu entgehen, wodurch Abt mehrere Positionen einbüßte.
Abt fiel hinter seinen Teamkollegen Calado zurück. Kurz nachdem er seinen Teamkollegen zurück überholte, hatte Leal eine Berührung und kollidierte infolgedessen mit der Streckenbegrenzung. Lancaster und Leimer hatten ebenfalls eine Berührung und rutschten beide von der Ideallinie, was es Abt erlaubte beide gleichzeitig zu überholen und den letzten Punkt einzufahren.
Coletti gewann das Rennen vor Frijns und Nasr. Die weiteren Punkte gingen an Palmer, Cecotto, Rossi, Ceccon und Abt. Die Punkte für die schnellste Runde bekam Coletti.
Im Anschluss an das Rennen wurde Haryanto für das Verursachen einer Kollision mit einer Rückversetzung um zehn Startplätze in darauffolgenden Rennen in Monaco bestraft.

## Meldeliste
Alle Teams und Fahrer verwendeten das Dallara-Chassis GP2/11, Motoren von Renault-Mecachrome und Reifen von Pirelli.
| Team                 | Auto # | Fahrer              |
| -------------------- | ------ | ------------------- |
| DAMS                 | 01     | Marcus Ericsson     |
| DAMS                 | 02     | Stéphane Richelmi   |
| ART Grand Prix       | 03     | James Calado        |
| ART Grand Prix       | 04     | Daniel Abt          |
| Arden International  | 05     | Johnny Cecotto jr.  |
| Arden International  | 06     | Mitch Evans         |
| Racing Engineering   | 07     | Julian Leal         |
| Racing Engineering   | 08     | Fabio Leimer        |
| Carlin               | 09     | Felipe Nasr         |
| Carlin               | 10     | Jolyon Palmer       |
| Russian Time         | 11     | Sam Bird            |
| Russian Time         | 12     | Tom Dillmann        |
| Caterham Racing      | 14     | Sergio Canamasas    |
| Caterham Racing      | 15     | Alexander Rossi     |
| Barwa Addax Team     | 16     | Jake Rosenzweig     |
| Barwa Addax Team     | 17     | Rio Haryanto        |
| Rapax                | 18     | Stefano Coletti     |
| Rapax                | 19     | Simon Trummer       |
| Trident Racing       | 20     | Nathanaël Berthon   |
| Trident Racing       | 21     | Kevin Ceccon        |
| Hilmer Motorsport    | 22     | Robin Frijns        |
| Hilmer Motorsport    | 23     | Jon Lancaster       |
| Venezuela GP Lazarus | 24     | René Binder         |
| Venezuela GP Lazarus | 25     | Kevin Giovesi       |
| MP Motorsport        | 26     | Adrian Quaife-Hobbs |
| MP Motorsport        | 27     | Daniël de Jong      |

## Klassifikationen

### Qualifying
| Pos. | Fahrer              | Team                 | Zeit     | Start |
| ---- | ------------------- | -------------------- | -------- | ----- |
| 01   | Marcus Ericsson     | DAMS                 | 1:28,706 | 01    |
| 02   | Stéphane Richelmi   | DAMS                 | 1:28,871 | 02    |
| 03   | Felipe Nasr         | Carlin               | 1:29,152 | 03    |
| 04   | Sam Bird            | Russian Time         | 1:29,188 | 04    |
| 05   | Stefano Coletti     | Rapax                | 1:29,213 | 05    |
| 06   | Fabio Leimer        | Racing Engineering   | 1:29,293 | 06    |
| 07   | James Calado        | ART Grand Prix       | 1:29,318 | 07    |
| 08   | Robin Frijns        | Hilmer Motorsport    | 1:29,321 | 08    |
| 09   | Kevin Ceccon        | Trident Racing       | 1:29,424 | 09    |
| 10   | Kevin Giovesi       | Venezuela GP Lazarus | 1:29,425 | 10    |
| 11   | Jolyon Palmer       | Carlin               | 1:29,609 | 11    |
| 12   | Daniel Abt          | ART Grand Prix       | 1:29,668 | 12    |
| 13   | Sergio Canamasas    | Caterham Racing      | 1:29,685 | 13    |
| 14   | Tom Dillmann        | Russian Time         | 1:29,739 | 14    |
| 15   | Jon Lancaster       | Hilmer Motorsport    | 1:29,759 | 15    |
| 16   | Jake Rosenzweig     | Barwa Addax Team     | 1:29,792 | 16    |
| 17   | Alexander Rossi     | Caterham Racing      | 1:29,804 | 17    |
| 18   | Julian Leal         | Racing Engineering   | 1:29,824 | 18    |
| 19   | Mitch Evans         | Arden International  | 1:29,936 | 19    |
| 20   | René Binder         | Venezuela GP Lazarus | 1:29,956 | 20    |
| 21   | Nathanaël Berthon   | Trident Racing       | 1:29,969 | 21    |
| 22   | Rio Haryanto        | Barwa Addax Team     | 1:30,020 | 22    |
| 23   | Johnny Cecotto jr.  | Arden International  | 1:30,025 | 23    |
| 24   | Simon Trummer       | Rapax                | 1:30,025 | 24    |
| 25   | Adrian Quaife-Hobbs | MP Motorsport        | 1:30,763 | 25    |
| 26   | Daniël de Jong      | MP Motorsport        | 1:30,773 | 26    |

### Hauptrennen
| Pos. | Fahrer              | Team                 | Runden | Zeit        | Start | Schnellste Runde |
| ---- | ------------------- | -------------------- | ------ | ----------- | ----- | ---------------- |
| 01   | Robin Frijns        | Hilmer Motorsport    | 37     | 1:00:38,896 | 08    | 1:35,845 (08.)   |
| 02   | Felipe Nasr         | Carlin               | 37     | + 3,316     | 03    | 1:36,224 (02.)   |
| 03   | Jon Lancaster       | Hilmer Motorsport    | 37     | + 12,609    | 15    | 1:34,352 (09.)   |
| 04   | Stefano Coletti     | Rapax                | 37     | + 13,329    | 05    | 1:35,615 (11.)   |
| 05   | Tom Dillmann        | Russian Time         | 37     | + 14,325    | 14    | 1:35,534 (32.)   |
| 06   | Alexander Rossi     | Caterham Racing      | 37     | + 17,160    | 17    | 1:34,415 (08.)   |
| 07   | Kevin Ceccon        | Trident Racing       | 37     | + 17,504    | 09    | 1:35,560 (14.)   |
| 08   | Johnny Cecotto jr.  | Arden International  | 37     | + 24,013    | 23    | 1:35,488 (29.)   |
| 09   | Rio Haryanto        | Barwa Addax Team     | 37     | + 32,024    | 22    | 1:36,566 (11.)   |
| 10   | Jolyon Palmer       | Carlin               | 37     | + 32,290    | 11    | 1:35,029 (08.)   |
| 11   | Daniel Abt          | ART Grand Prix       | 37     | + 32,823    | 12    | 1:36,896 (11.)   |
| 12   | Mitch Evans         | Arden International  | 37     | + 35,748    | 19    | 1:35,812 (30.)   |
| 13   | Julian Leal         | Racing Engineering   | 37     | + 39,922    | 18    | 1:36,623 (10.)   |
| 14   | Jake Rosenzweig     | Barwa Addax Team     | 37     | + 40,999    | 16    | 1:35,894 (15.)   |
| 15   | Stéphane Richelmi   | DAMS                 | 37     | + 42,690    | 02    | 1:36,052 (10.)   |
| 16   | Daniël de Jong      | MP Motorsport        | 37     | + 43,102    | 26    | 1:36,319 (30.)   |
| 17   | Adrian Quaife-Hobbs | MP Motorsport        | 37     | + 54,532    | 25    | 1:35,145 (31.)   |
| 18   | Fabio Leimer        | Racing Engineering   | 37     | + 56,946    | 06    | 1:35,263 (31.)   |
| 19   | Simon Trummer       | Rapax                | 37     | + 57,935    | 24    | 1:33,409 (33.)   |
| 20   | René Binder         | Venezuela GP Lazarus | 36     | + 1 Runde   | 20    | 1:34,907 (14.)   |
| —    | Sam Bird            | Russian Time         | 33     | DNF         | 04    | 1:36,313 (11.)   |
| —    | Kevin Giovesi       | Venezuela GP Lazarus | 11     | DNF         | 10    | 1:38,250 (03.)   |
| —    | Marcus Ericsson     | DAMS                 | 10     | DNF         | 01    | 1:35,483 (02.)   |
| —    | Sergio Canamasas    | Caterham Racing      | 05     | DNF         | 13    | 1:37,475 (02.)   |
| —    | Nathanaël Berthon   | Trident Racing       | 04     | DNF         | 21    | 1:37,293 (03.)   |
| —    | James Calado        | ART Grand Prix       | 01     | DNF         | 07    | 2:23,631 (01.)   |

Anmerkungen
1. ↑  Palmer bekam im Anschluss an das Rennen eine Durchfahrtsstrafe fürs Abdrängen von Bird in der Schlussphase des Rennens. Die Strafe wurde in eine Aufaddierung von 20 Sekunden auf das Endergebnis umgesetzt

### Sprintrennen
| Pos. | Fahrer              | Team                 | Runden | Zeit       | Start | Schnellste Runde |
| ---- | ------------------- | -------------------- | ------ | ---------- | ----- | ---------------- |
| 01   | Stefano Coletti     | Rapax                | 26     | 41:49,895  | 05    | 1:33,727 (03.)   |
| 02   | Robin Frijns        | Hilmer Motorsport    | 26     | + 0,691    | 08    | 1:34,176 (02.)   |
| 03   | Felipe Nasr         | Carlin               | 26     | + 7,212    | 07    | 1:34,734 (05.)   |
| 04   | Jolyon Palmer       | Carlin               | 26     | + 12,129   | 10    | 1:35,266 (05.)   |
| 05   | Johnny Cecotto jr.  | Arden International  | 26     | + 35,593   | 01    | 1:34,564 (03.)   |
| 06   | Alexander Rossi     | Caterham Racing      | 26     | + 36,991   | 03    | 1:34,764 (05.)   |
| 07   | Kevin Ceccon        | Trident Racing       | 26     | + 38,483   | 02    | 1:34,942 (05.)   |
| 08   | Daniel Abt          | ART Grand Prix       | 26     | + 39,645   | 11    | 1:35,377 (05.)   |
| 09   | Fabio Leimer        | Racing Engineering   | 26     | + 40,664   | 18    | 1:35,375 (05.)   |
| 10   | Jon Lancaster       | Hilmer Motorsport    | 26     | + 41,353   | 06    | 1:35,343 (05.)   |
| 11   | James Calado        | ART Grand Prix       | 26     | + 41,464   | 24    | 1:35,560 (05.)   |
| 12   | Sam Bird            | Russian Time         | 26     | + 41,876   | 25    | 1:34,647 (04.)   |
| 13   | Mitch Evans         | Arden International  | 26     | + 42,520   | 12    | 1:35,468 (04.)   |
| 14   | Sergio Canamasas    | Caterham Racing      | 26     | + 44,190   | 23    | 1:35,381 (05.)   |
| 15   | Stéphane Richelmi   | DAMS                 | 26     | + 44,277   | 15    | 1:35,458 (04.)   |
| 16   | Simon Trummer       | Rapax                | 26     | + 44,487   | 19    | 1:35,408 (03.)   |
| 17   | Kevin Giovesi       | Venezuela GP Lazarus | 26     | + 44,628   | 21    | 1:35,706 (06.)   |
| 18   | Daniël de Jong      | MP Motorsport        | 26     | + 45,041   | 16    | 1:35,284 (05.)   |
| 19   | René Binder         | Venezuela GP Lazarus | 26     | + 48,132   | 20    | 1:35,346 (04.)   |
| 20   | Marcus Ericsson     | DAMS                 | 26     | + 53,650   | 22    | 1:35,458 (04.)   |
| 21   | Adrian Quaife-Hobbs | MP Motorsport        | 26     | + 53,938   | 17    | 1:35,570 (05.)   |
| 22   | Jake Rosenzweig     | Barwa Addax Team     | 26     | + 1:02,518 | 14    | 1:35,306 (04.)   |
| 23   | Nathanaël Berthon   | Trident Racing       | 26     | + 1:06,632 | 26    | 1:34,071 (22.)   |
| 24   | Rio Haryanto        | Barwa Addax Team     | 26     | + 1:25,590 | 09    | 1:35,226 (05.)   |
| 25   | Julian Leal         | Racing Engineering   | 25     | DNF        | 13    | 1:35,361 (03.)   |
| 26   | Tom Dillmann        | Russian Time         | 25     | + 1 Runde  | 04    | 1:33,337 (14.)   |

## Meisterschafts-Stände nach dem Lauf

### Fahrerwertung
| Pos. | Fahrer             | Team                | Punkte |
| ---- | ------------------ | ------------------- | ------ |
| 01   | Stefano Coletti    | Rapax               | 93     |
| 02   | Felipe Nasr        | Carlin              | 76     |
| 03   | Fabio Leimer       | Racing Engineering  | 54     |
| 04   | Robin Frijns       | Hilmer Motorsport   | 37     |
| 05   | Sam Bird           | Russian Time        | 33     |
| 06   | Jolyon Palmer      | Carlin              | 31     |
| 07   | Alexander Rossi    | Caterham Racing     | 27     |
| 08   | James Calado       | ART Grand Prix      | 24     |
| 09   | Tom Dillmann       | Russian Time        | 22     |
| 10   | Johnny Cecotto jr. | Arden International | 19     |
| 11   | Jon Lancaster      | Hilmer Motorsport   | 17     |
| 12   | Stéphane Richelmi  | DAMS                | 12     |
| 13   | Mitch Evans        | Arden International | 11     |
| 14   | Julian Leal        | Racing Engineering  | 10     |
| 15   | Simon Trummer      | Rapax               | 8      |

| Pos. | Fahrer              | Team                 | Punkte |
| ---- | ------------------- | -------------------- | ------ |
| 16   | Kevin Ceccon        | Trident              | 8      |
| 17   | Adrian Quaife-Hobbs | MP Motorsport        | 7      |
| 18   | Marcus Ericsson     | DAMS                 | 4      |
| 19   | Daniel Abt          | ART Grand Prix       | 3      |
| 20   | Conor Daly          | Hilmer Motorsport    | 2      |
| 21   | Rio Haryanto        | Barwa Addax          | 2      |
| 22   | René Binder         | Venezuela GP Lazarus | 1      |
| 23   | Kevin Giovesi       | Venezuela GP Lazarus | 0      |
| 24   | Sergio Canamasas    | Caterham Racing      | 0      |
| 25   | Daniël de Jong      | MP Motorsport        | 0      |
| 26   | Jake Rosenzweig     | Barwa Addax          | 0      |
| 27   | Pål Varhaug         | Hilmer Motorsport    | 0      |
| 28   | Nathanaël Berthon   | Trident              | 0      |
| 29   | Qing Hua Ma         | Caterham Racing      | 0      |

### Teamwertung
| Pos. | Team                | Punkte |
| ---- | ------------------- | ------ |
| 01   | Rapax               | 105    |
| 02   | Carlin              | 105    |
| 03   | Racing Engineering  | 64     |
| 04   | Hilmer Motorsport   | 56     |
| 05   | Russian Time        | 55     |
| 06   | Arden International | 30     |
| 07   | ART Grand Prix      | 27     |

| Pos. | Team                 | Punkte |
| ---- | -------------------- | ------ |
| 08   | Caterham Racing      | 27     |
| 09   | DAMS                 | 16     |
| 10   | Trident Racing       | 8      |
| 11   | MP Motorsport        | 7      |
| 12   | Barwa Addax Team     | 2      |
| 13   | Venezuela GP Lazarus | 1      |